# Neodon linzhiensis
Neodon linzhiensis är en gnagare i underfamiljen sorkar som förekommer i sydvästra Kina. Artepitet i det vetenskapliga namnet syftar på prefekturen Nyingtri (även känd som Linzhi) i Tibet som är artens fyndplats.
Arten blir 92 till 115 mm lång (huvud och bål), har en 24 till 39 mm lång svans och väger 26 till 48 g. Den har 16 till 20 mm långa bakfötter och 12 till 15 mm stora öron. Pälsen på ovansidan bildas av svartgråa och svartbruna hår vad som ger ett svartbrunt utseende. Undersidans hår är svartgråa nära roten och ljusgrå till vit på spetsen. En gulaktig skugga förekommer på bukens mitt. Övergången mellan den mörka ovansidan och den ljusare undersidan är stegvis. Sorkens morrhår är 7 till 28 mm långa och oftast vita men det finns även mörkgrå morrhår. Även svansen är uppdelad i en svartbrun ovansida samt en ljusgrå undersida. Av honans spenar ligger två par på bröstet och två par vid ljumsken. Neodon linzhiensis har orange övre framtänder. Den skiljer sig från andra släktmedlemmar i avvikande detaljer av kindtändernas konstruktion.
Denna gnagare är bara känd från ett bergsområde i Tibet i Kina. Regionen ligger 3540 till 3890 meter över havet. Individer hittades intill risodlingar och på annan jordbruksmark.
Intill jordbruksmarken finns ett naturskyddsområde. IUCN listar arten med kunskapsbrist (DD).